# Eliza Mazzucato Young
Eliza Mazzucato Young   (Milà, juliol 1846 - Beverly Hills, 27 de març de 1937) fou una compositora, músic i pedagoga estatunidenca d'origen italià. Va escriure Mr. Sampson of Omaha (1888), una de les primeres òperes d'una dona produïdes als Estats Units d'Amèrica.

## Primers anys de vida
Elisa Mazzucato va néixer a Milà, filla del compositor d'òpera Alberto Mazzucato i de Teresa Bolza, filla del comte Luigi Bolza, comissari de la policia austríaca de Milà.
El seu pare era el director del conservatori del Teatro alla Scala de Milà. Elisa va estudiar música amb el seu pare i posteriorment a Londres.

## Carrera

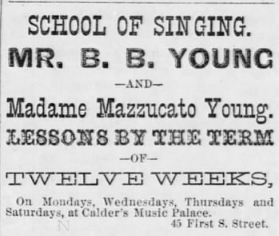
Anunci de l'escola de cant del matrimoni Young a Utah, 1885.

Eliza Mazzucato va ensenyar a la National Training School of Music de Londres, abans que tanqués el 1882, i després al Royal College of Music. Va dimitir el 1883 quan es va casar amb un dels estudiants, el baríton estatunidenc Brigham Bicknell Young. La parella es va traslladar a Salt Lake City el 1885, on van obrir una escola de música, i van actuar junts a la ciutat de Nova York el 1886. El 1895, vivien a Chicago, actuant, fent gires i ensenyant al seu Conservatori.
Eliza Young va compondre la música de l'òpera còmica Mr. Sampson of Omaha (1888) amd llibret de Fred Nye, considerada una de les primeres òperes d'una dona produïdes als Estats Units d'Amèrica. Les partitures de les cançons de l'òpera es van continuar publicant durant anys després de la seva estrena. Altres composicions de Young van incloure una òpera en un acte, The Maiden and the Reaper, i obres curtes per a veu, incloent-hi una cançó en francès, Le Roi Don Juan, i una escenificació del Salm 130. També va escriure peces pedagògiques, com ara Staccato Étude in B.

## Vida personal
El seu marit, Brigham Bicknell Young (1856-1938), era fill del misioner i membre de l'Església de Jesucrist dels Sants dels Darrers Dies Joseph Young. Era a més nebot de Brigham Young, president de la mateixa congregació. Eliza i Bicknell van tenir tres fills: Arrigo Mazzucato Young (1884-1954, nascut a Anglaterra), Hilgard Bicknell Young (1885-1979, nascut a Utah) i Umberto Young (1887-1965, nascut a Utah). Malgrat les connexions familiars del seu marit amb la comunitat mormona, la parella fou membre de la Ciència Cristiana des de la dècada del 1890. Eliza Mazzucato Young va morir a Beverly Hills, Califòrnia el 1937, als 90 anys.